# Vincas-Kudirka-Platz

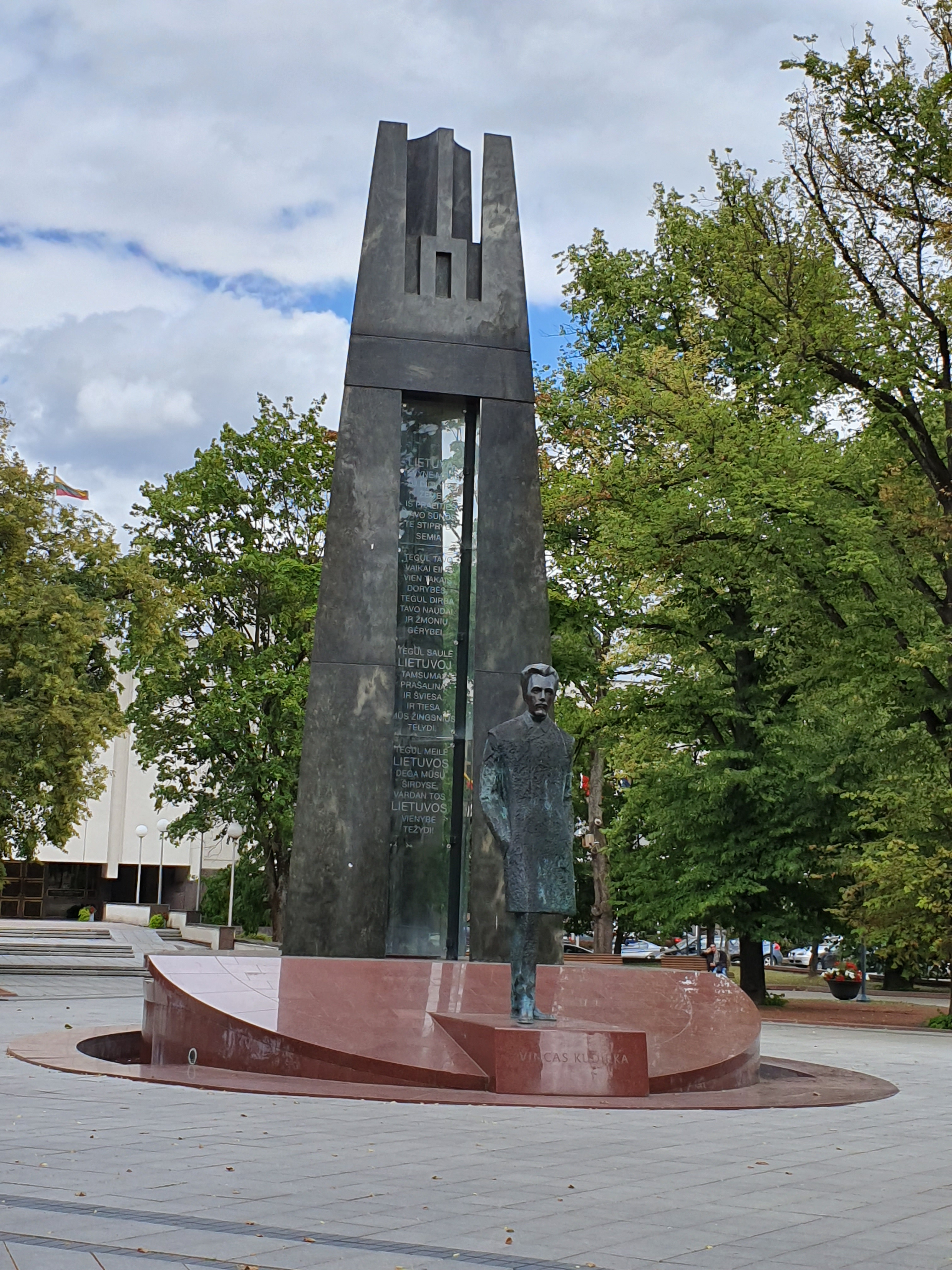
Vincas-Kudirka-Denkmal

Der Vincas-Kudirka-Platz (lit. Vinco Kudirkos aikštė) ist ein seit dem 19. Jahrhundert bestehender Platz in Litauens Hauptstadt Vilnius. Er liegt im Zentrum der Stadt, am Gedimino prospektas und Vilnius-Str., an der Regierung Litauens. Der Platz ist 1,4 ha groß.

## Geschichte
Das Territorium befand sich im Mittelalter am Stadtrand von Vilnius. Ab 1836 wurde es als St.-Georg-Platz (Šv. Jurgio aikštė) bezeichnet. 1865 wurde auf Beschluss von M. Murawjow eine orthodoxe Kapelle gebaut. Diese wurde 1919 abgebaut und ein Wasserbrunnen-Denkmal an Eliza Orzeszkowa eingerichtet. 1950 baute man das Denkmal für Iwan Danilowitsch Tschernjachowski. 1976 wurde der Platz rekonstruiert. Ab 1989 hieß er Savivaldybės aikštė (Gemeindeplatz) und seit 2007 Vincas-Kudirka-Platz, auf dem im Jahr 2009 ein Denkmal errichtet wurde.